# Produktlinie (Software)
Eine Software-Produktlinie umfasst mehrere individuelle Ausprägungen eines Softwareprodukts, die auf Basis einer gemeinsamen Plattform erstellt werden.
Die Plattform-Software ist in allen Produkten enthalten. Zusätzlich enthält jedes Produkt individuelle Ausprägungen in Form von Konfiguration oder neuentwickelter Software.
Eine Produktlinie ist bestimmt durch ihre Variabilität: An einem Variationspunkt im Software-Entwicklungsprozess wird eine Entscheidung offengelassen. Zur Ableitung eines Produkts werden alle Varianten gebunden, d. h. konfiguriert oder durch produktspezifische Lösungen ersetzt oder auch weggelassen. So entstehen die verschiedenen Produkte.
Ziel einer Software-Produktlinienentwicklung ist die Senkung der Entwicklungskosten durch gezielte Wiederverwendung gemeinsamer Teile.
Damit die Produkte nicht zu unterschiedlich werden, beschränkt man sich meist auf einen bestimmten Markt oder eine bestimmte Kundengruppe.
Der Begriff Software-Produktlinie wurde eingeführt vom Software Engineering Institute (SEI) der Carnegie Mellon University in Pittsburgh.
Die Software Product Line Conference (SPLC) findet jedes Jahr statt, abwechselnd in Amerika, Europa und Asien.
Beispiele für Software-Produktlinien sind
- die Diesel-Motorsteuerungssoftware von Cummins, Inc.
- die Benzin-Motorsteuerungssoftware der Robert Bosch GmbH
- die Handy-Software von Nokia
- die Software für Wertpapieranalyse und Depotmanagement der Market Maker Software AG